# Poul Nielson
Poul Nielson (Copenaghen, 11 aprile 1943) è un politico danese, esponente dei Socialdemocratici.
È stato ministro e commissario europeo.

## Biografia

### Formazione e carriera professionale
Nielson frequentò la scuola superiore presso la contea di Nassau nello stato di New York, diplomandosi nel 1961. Nel 1963 conseguì anche il diploma danese.
Nielson si laureò in scienze politiche presso l'università di Aarhus nel 1972. Dopo la laurea tenne delle lezioni presso la NATO a Roma e fu esaminatore esterno presso l'Istituto di scienze politiche di Aarhus nel 1978-79.

### Carriera politica
Sia il padre che il nonno di Nielson erano militanti socialdemocratici. Nel 1966 Nielson fu nominato presidente nazionale dell'organizzazione giovanile del partito socialdemocratico Frit Forum. Svolse l'incarico anche l'anno successivo.
Nel 1971 Nielson fu eletto al Folketing. L'anno successivo fu nominato delegato presso l'Assemblea generale delle Nazioni Unite. Fece parte anche dell'Assemblea parlamentare del Consiglio d'Europa. Nel 1973 lasciò il seggio parlamentare e nel 1974 entrò nel ministero degli affari esteri, dove rimase fino al 1979. Tra 1974 e 1979 presiedette inoltre il comitato del partito socialdemocratico per la politica estera, di cui faceva parte dal 1965. Fu eletto nuovamente al Folketing nel 1977 e nominato nuovamente delegato presso l'Assemblea generale delle Nazioni Unite. Tra il 1977 e il 1979 presiedette il movimento europeo della Danimarca.

#### Ministro
Nel 1979 Nielson fu nominato presidente della commissione parlamentare per il commercio e l'industria e ministro dell'energia. Rimase ministro fino al 1982. Dal 1984 al 1994 presiedette il comitato del partito socialdemocratico per la politica energetica.
Tra il 1984 e il 1985 Nielson non fu membro del Folketing e diresse il dipartimento politico del ministero degli esteri. Nel 1985-86 fu consulente della Scuola danese di amministrazione. Nel 1986 fu rieletto al Folketing ed in seguito ne fece parte ininterrottamente fino al 1999. Dal 1986 al 1994 fece parte del Consiglio nordico. Tra gli anni Ottanta ed i primi anni Novanta Nielson fece parte dei consigli di amministrazione di una serie di imprese.
Nel 1994 Nielson fu nominato ministro della cooperazione allo sviluppo. Svolse l'incarico fino al 1999, quando fu indicato dal governo danese come commissario europeo della Danimarca.

#### Commissario europeo
Nielson entrò in carica come Commissario europeo per lo Sviluppo e gli aiuti umanitari nell'ambito della Commissione Prodi e rimase in carica dal settembre 1999 al novembre 2004. Durante il suo mandato venne firmata la Convenzione di Cotonou.

#### Attività successive
Dopo la fine del mandato da commissario europeo Nielson è tornato a presiedere il comitato del partito socialdemocratico per la politica estera. È stato nominato membro del comitato consultivo del segretario generale dell'ONU sull'acqua.
Nielson insegna politica europea e discipline dello sviluppo presso l'università di Aalborg.

## Pubblicazioni
- Powergame and Security (coautore), 1969[1]
- Socialdemocrats from 6 countries about the EC,1972[1]
- The Corporation Law and the wage earners, 1974[1]
- Politicians and civil servants, 1987[1]

## Vita personale
Nielson è sposato ed ha tre figli.